# 巴伐利亞的薇爾特魯德
巴伐利亞的薇爾特魯德（德語：Wiltrud von Bayern，1884年11月10日—1975年3月28日），巴伐利亞末代國王路德維希三世的第六女。
1924年，薇爾特魯德與乌拉赫公爵威廉·卡爾結婚，兩人沒有子女。